# Charles Léon Stephen Sauvestre

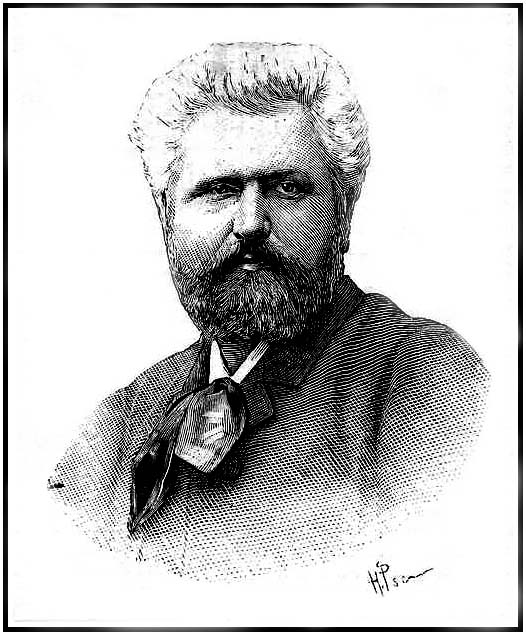
Stephen Sauvestre

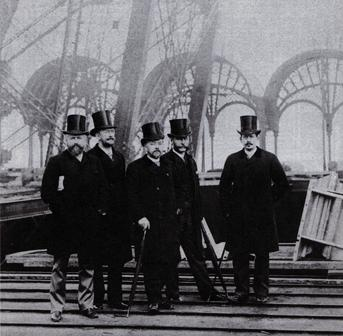
Stephen Sauvestre (links) im Team von Gustave Eiffel (mittig)

Charles Léon Stephen Sauvestre, nach anderen Quellen auch Stephen Eugène Sauvestre, (* 26. Dezember 1847 in Bonnétable; † 1919) war ein französischer Architekt, der vor allem für seine Überarbeitung des Eiffelturms bekannt wurde.

## Leben
Sauvestre wurde 1847 als Sohn von Nicéphore Charles Sauvestre (1818–1883) und Claire Clairian in Bonnétable geboren. Da sein Vater ein Jahr später eine Stelle als Redakteur bei der Pariser Zeitung Courier Loir et Cher erhielt, zog die Familie in die Hauptstadt um.
Stephen Sauvestre erlangte 1868 sein Diplom in der École spéciale d’architecture in Paris. Nachdem er zunächst an kleineren Projekten mitgearbeitet hatte, traf er auf Gustave Eiffel und entwarf für ihn den Pavillon du Gaz für die Pariser Weltausstellung 1878. Während der Umgestaltung von Paris unter der Leitung des Stadtplaners Georges-Eugène Haussmann wirkte Sauvestre durch Entwürfe zahlreicher Wohnhäuser im 17. Arrondissement mit.
Sauvestre, der Mitarbeiter bei Gustave Eiffel & Cie war, wurde von Eiffel im Frühjahr 1886 mit der Überarbeitung des Entwurfs zum Eiffelturm beauftragt. Der technisch zwar ausgereifte, aber sehr nüchtern wirkende pylône de 300 mètres de hauteur von Maurice Koechlin erschien Eiffel als wenig aussichtsreich, um die Ausschreibung für sich entscheiden zu können. Sauvestre versah den Turm mit verschiedenen Zierelementen, unter anderem einem monumentalen Bogen, der zwar für die Tragfähigkeit nicht notwendig war, aber dem Anspruch als Eingangsportal für die Weltausstellung verwendet zu werden deutlich besser genügte. Zudem reduzierte er die Anzahl der Plattformen auf drei. Mit Sauvestres Entwurf, der nochmals etwas überarbeitet eingereicht wurde, gewann Eiffel schließlich die Ausschreibung zur Weltausstellung Paris 1889.

## Werke (Auswahl)
- 1876: Hôtel Seyrig in Paris

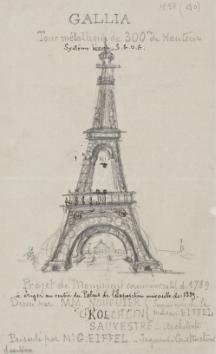
Sauvestres Entwurfsskizze zum „Dreihundert-Meter-Turm“

- 1878: Pavillon du Gaz zur Weltausstellung Paris 1878
- 1879: École nationale supérieure de chimie de Mulhouse
- 1881: Wohnhaus Rue Ampère 61
- 1884: Wohnhaus von Albert Menier in Neuilly-sur-Seine
- 1884–1885: Hôtel Béranger in Tours
- 1887–1889: Eiffelturm
- 1889: Galerie des Machines zur Weltausstellung Paris 1889
- 1906–1908: die sogenannte Kathedrale in der Schokoladenfabrik Menier[7]
- um 1907: Mitarbeit am Schloss Saint-Germain-en-Laye